# Maria Josep Atienza
Maria Josep Atienza i Guerrero (1955) es una asistente social y política española, diputada durante unos meses en el Congreso de los Diputados en la VI Legislatura.

## Biografía
Diplomada en trabajo social y educación, ha obtenido diversos máster en niñez maltratada, inmigración, mediación y en drogodependencia. Ha trabajado como educadora en el Departamento de Justicia Juvenil del Ayuntamiento de Barcelona.
Sindicalmente ha formado parte del comité de empresa con Comisiones Obreras y es miembro de la Plataforma Salvador Seguí, pero a la vez es miembro de la Unión de Trabajadores y de la Unión de Mujeres. Ha formado parte de la ejecutiva de Badalona de Unió Democràtica de Catalunya, partido en el que milita desde 1992.
En 1999 sustituyó en su escaño unos meses a Carme Laura Gil, escogida diputada a las elecciones generales españolas de 1996 y que había dejado el escaño al ser nombrada consejera de Enseñanza. De 1999 a 2000 ha sido portavoz de la Comisión Mixta de Investigación Científica y Desarrollo Tecnológico del Congreso de los Diputados.
En marzo de 2000 se hizo público que el centro de formación ocupacional Iniciativas y Proyectos Socio-laborales, fundado por ella, recibió desde 1994 hasta 1997 103,2 millones de subvenciones de la Consejería de Trabajo de la Generalidad de Cataluña, entonces dirigida por Unión Democrática de Cataluña (UDC).